# Sergei Alexandrowitsch Nemolodyschew
Sergei Alexandrowitsch Nemolodyschew (russisch Сергей Александрович Немолодышев; * 30. März 1985 in Swerdlowsk, Russische SFSR) ist ein russischer Eishockeyspieler, der zuletzt bei Awtomobilist Jekaterinburg in der Kontinentalen Hockey-Liga unter Vertrag stand.

## Karriere
Sergei Nemolodyschew begann seine Karriere als Eishockeyspieler in seiner Heimatstadt bei Dinamo-Energija Jekaterinburg, für dessen Profimannschaft er in der Saison 2002/03 sein Debüt in der Wysschaja Liga, der zweiten russischen Spielklasse gab. Zur folgenden Spielzeit wechselte er zu dessen Ligarivalen HK Metschel Tscheljabinsk. Bei diesem konnte er mit 6 Toren und 15 Vorlagen in insgesamt 52 Spielen überzeugen, woraufhin er von Neftechimik Nischnekamsk aus der Superliga unter Vertrag genommen wurde. Für Neftechimik stand der Angreifer in der Saison 2004/05 allerdings nur zwei Mal auf dem Eis, ehe er die gesamte restliche Spielzeit bei dessen Superliga-Rivalen Molot-Prikamje Perm verbrachte.
In der Saison 2005/06 spielte Nemolodyschew in der zweiten Liga, zunächst für Neftjanik Almetjewsk und anschließend für seinen Heimatverein Dinamo-Energija Jekaterinburg. Nachdem dieser aus finanziellen Gründen den Spielbetrieb einstellen musste, unterschrieb er zur folgenden Spielzeit einen Vertrag bei dessen inoffiziellen Nachfolgeverein Awtomobilist Jekaterinburg. Für Awtomobilist bestritt er 22 Partien in der Wysschaja Liga, ehe er den Verein bereits wieder verließ. In den folgenden zweieinhalb Jahren stand er für dessen Ligarivalen Sputnik Nischni Tagil auf dem Eis. 
Nachdem Awtomobilist Jekaterinburg zur Saison 2009/10 in die ein Jahr zuvor gegründete Kontinentale Hockey-Liga aufgenommen worden war, kehrte Nemolodyschew zu seinem Ex-Klub zurück und spielte in den folgenden zwei Spielzeiten regelmäßig für diesen in der KHL. Nachdem er zu Beginn der Saison 2011/12 ausschließlich bei Awtomobilists Farmteam Sputnik Nischni Tagil in der Wysschaja Hockey-Liga zum Einsatz gekommen war, wurde sein Vertrag bei Awtomobilist Jekaterinburg im Oktober 2011 aufgelöst.
Anschließend war er für Burewestnik Jekaterinburg in der drittklassigen Perwaja Liga aktiv, ehe er zur Saison 2012/13 wieder zu Awtomobilist zurückkehrte. Im Oktober 2012 wurde sein Vertrag aufgelöst. Seither ist Nemolodyschew vereinslos. 

## KHL-Statistik
(Stand: Ende der Saison 2010/11)